# 檳榔
檳榔一詞可指其植株或嫩果，別名賓門、螺果、仁頻、仁榔、洗瘴丹、仙瘴丹等；台語“菁仔”是指未加工的檳榔嫩果。檳榔與椰子同屬棕櫚科常綠喬木，主幹可長至二十米高。“槟榔”一词源于馬來语“pinang”。槟榔原產於馬來西亞聯邦，分布區域涵蓋亞洲的斯里蘭卡、泰國、印度、非洲東部及大洋洲等熱帶地區。國際癌症研究機構认定槟榔是第一類致癌物。

## 特徵
树干不分枝，高达12－15公尺。莖直徑約15公分，6-9枚葉簇生於莖的頂端。果實為核果，外果皮薄，中果皮富纖維質，內果皮為核。果實僅含一枚種子，種子對剖呈深褐色大理石紋。
- 檳榔的肉穗花序
- 檳榔樹上的嫩果
- 中國海南省的檳榔攤販賣的檳榔嫩果
- 檳榔核果中成熟硬化的種子及剖面

## 食用
檳榔果實採收期自每年5月開始至翌年4月，9、10月為盛產期。果實僅供嚼食，不宜吞食；一般嚼食其未成熟果，採收時內部種子仍未硬化，胚乳仍呈流質或糊狀。咀嚼時可以荖葉（荖藤的葉片）包覆、剖開塗上紅灰或白灰再夾入荖花（荖藤的果穗）、亦可直接嚼食新鮮嫩果；東南亞則常咀嚼處理過後的檳榔乾。檳榔口感若要好，需種植於亞熱帶海拔400-900公尺，在這個海拔範圍所生長的檳榔其價格也最高。檳榔的肉穗花序，也可炒食。

## 成分
檳榔具有生物鹼，其成分主要是槟榔碱和檳榔次鹼，檳榔果實含有濃縮單寧（原花青素），此原花青素尚未證實具有抗老化「自由基」的作用，咀嚼果實有些微成癮性，萃取物已證實有抗抑鬱效果。檳榔吃後會面紅耳赤，如醉酒一般，蘇東坡寫過“兩頰紅潮增嫵媚，誰知儂是醉檳榔”、“暗麝著人簪茉莉，紅潮登頰醉檳榔”的詩句。檳榔鹼曾被用來治療寄生蟲（絛蟲、鉤蟲、蛔蟲、蟯蟲、薑片蟲等），但具有致癌性。

## 致癌物质
2003年，国际癌症研究机构依據新有的研究證據，确定了檳榔子屬于第一類致癌物，證實即使不含任何添加物的檳榔子也會致癌。

## 倒吊子檳榔
「倒吊子檳榔」跟一般檳榔的大小顏色一樣，唯一的不同在於一般檳榔都是朝下生長，但是「倒吊子檳榔」是朝上生長，雖然只有生長方向不同，但許多人誤食「倒吊子檳榔」後會很快出現中毒症狀，死亡率也不低。
一般都認為「倒吊子檳榔」的生物鹼含量高出一般正常生長方向的檳榔許多，但臺灣高雄醫學院實際將「倒吊子檳榔」以及一般檳榔進行分析，
卻意外的看不出兩者的檳榔鹼含量有明顯的差距。因此「倒吊子檳榔會致命」的原因尚待進一步的分析與研究。

## 文化习俗

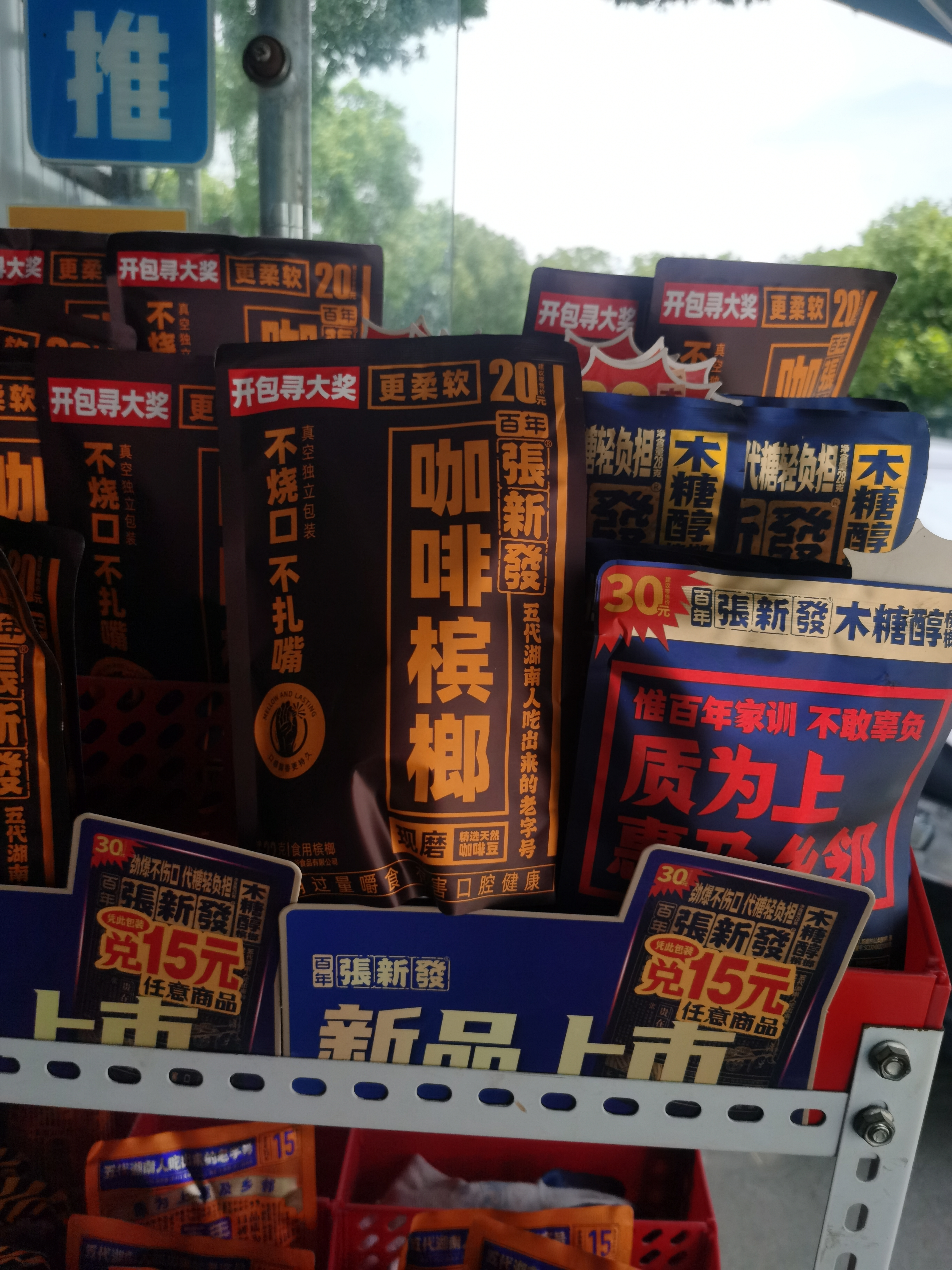
江苏省苏州市一家商店货架上展示的各款槟榔，包装上带有警示性忠告用语“长期过量嚼食有害口腔健康”

除了入藥外，亞洲有许多國家和地区，例如湖南、海南、廣西、四川、臺灣、越南、菲律賓、馬來西亞及印度，均有嚼食檳榔的風俗。
中國南方久有服用檳榔抵禦寒冷、驅除濕熱的習俗。
中国典籍中东汉杨孚《异物志》最早记载：
槟榔，若笋竹生竿，种之精硬，引茎直上，不生枝叶，其状若柱。其颠近上未五六尺间，洪洪肿起若瘣焉。因坼裂，出若黍穗，无花而为实，大如桃李。又生棘針，重累其下，以禦衛其實。剖其上皮，空其膚，熟而貫之，硬如乾棗。以扶留藤古賁灰并食，下氣，宿食消谷。
唐刘恂《岭表录异》记载更详：
槟榔交广生者，非舶上槟榔，皆大腹子也，彼中悉呼为槟榔。自嫩及老，采实啖之。以扶留藤、瓦屋灰同食之，以祛瘴疠。安南人自嫩及老彩实啖之，以不娄藤兼之瓦屋子灰，竞咀嚼之。自云交州地温，不食此无以祛其瘴疠。广州亦噉槟榔，然不甚于安南也。”
檳榔原是重要藥用植物之一。剖開煮水喝可驅蛔蟲。明朝李時珍所著《本草綱目》有記載如下：「嶺南人以檳榔代茶禦瘴，其功有四。一曰：醒能使之醉，蓋食之久，則薰然頰赤，若飲酒然，蘇東坡所謂紅潮登頰醉檳榔也。二曰：醉能使之醒。蓋酒後嚼之，則寬氣下痰，餘酲頓解，朱晦庵所謂檳榔收得為去痰也。三曰：飢能使之飽。蓋空腹食之，則充然氣盛如飽，飽後食之，則飲食快然易消。」
槟榔的干燥果皮用作中药时，称为大腹皮。

### 湖南

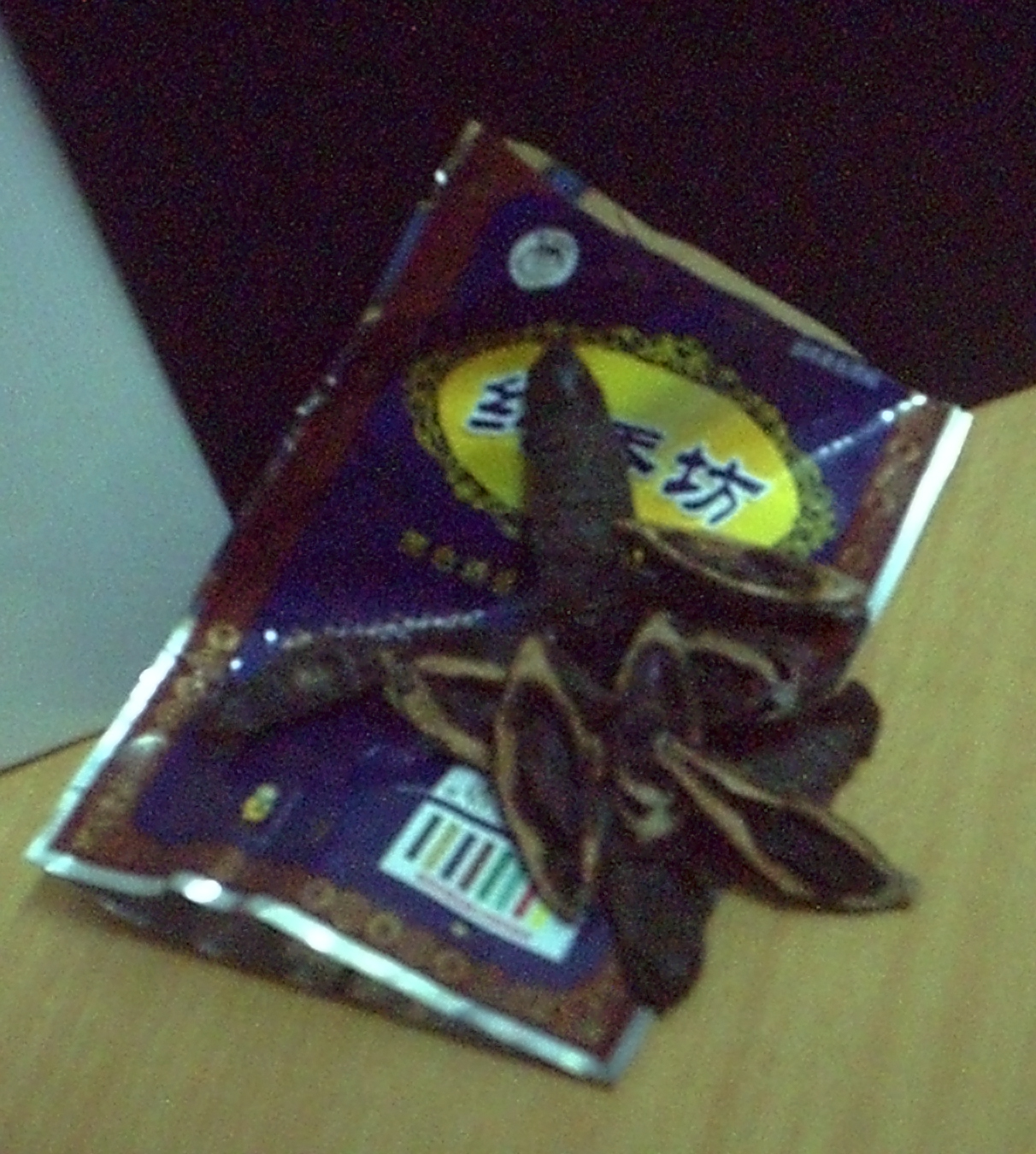
湖南湘潭销售的乾壳槟榔

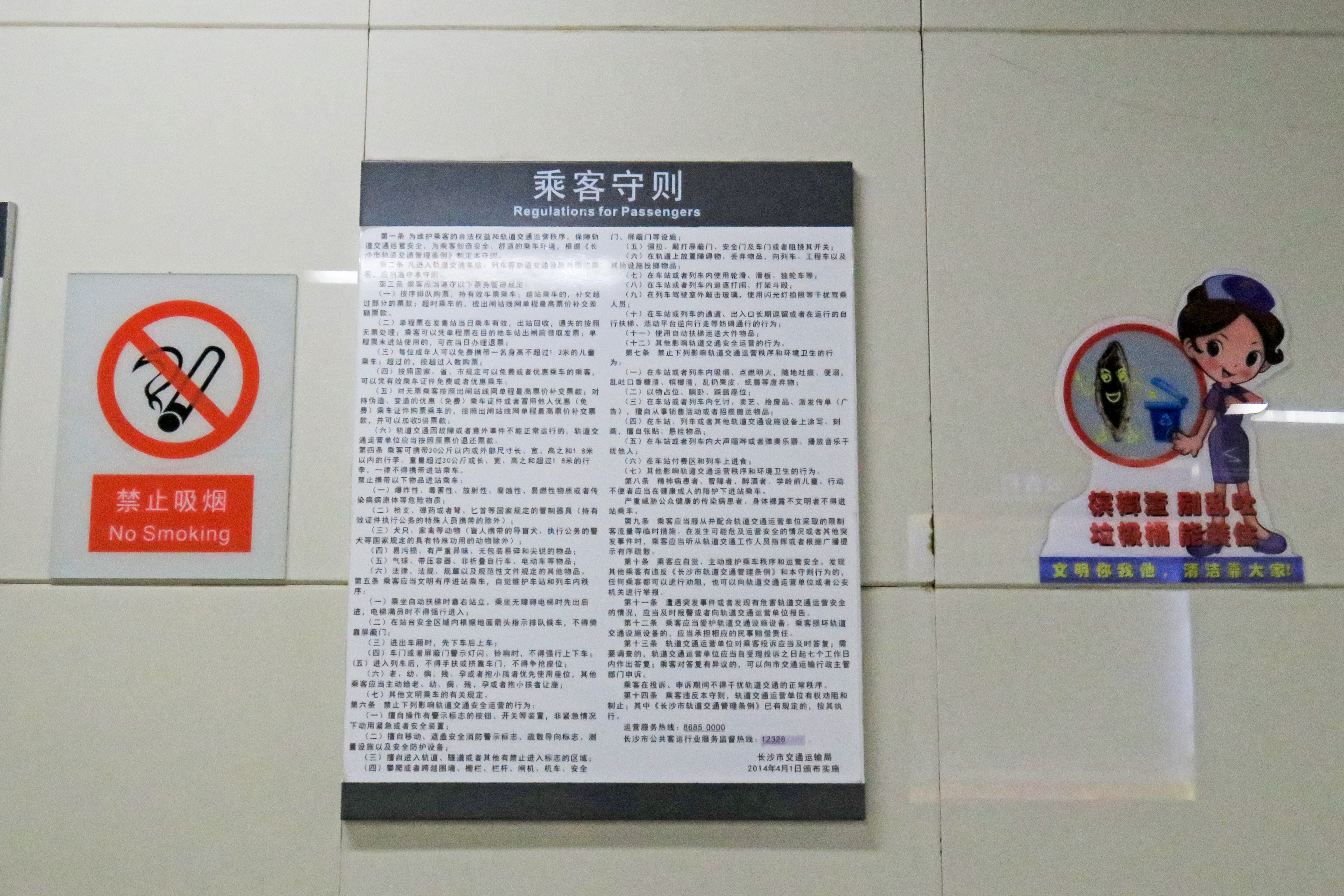
长沙地铁将“禁止乱吐槟榔渣”写入乘客守则

湖南人嚼乾壳槟榔，消费群体基本为男性。湖南槟榔最早始于湘潭，有俗谚稱：“湘潭人是个宝，口里含根草”，湖南省檳榔協會打出的口號是：「檳榔在口，精神抖擻。」由于湖南本地不产槟榔果，大量槟榔均从热带的海南、臺灣和泰国输入，再由本地加工。即食型槟榔分为乾壳和加工之后两类，以后者为主。乾壳槟榔即不做其他加工直接咀嚼食用，加工后乾壳槟榔程序，其制作大体有四道主要程序即煮熟、烘乾、外壳上糖（焦糖）、去籽。
根據湖南省檳榔協會的報導，湖南省境內的檳榔相關從業人員超過30萬人，年產值超過100億元人民幣。

### 潮汕
潮汕人有称橄榄为“槟榔”者。正月拜年时，主人端零食盘谓客人“请槟榔”，其实是让客人吃盘中的橄榄。大概因为橄榄跟槟榔一样可以清洁口腔，而又可登大雅之堂的缘故。

### 臺灣

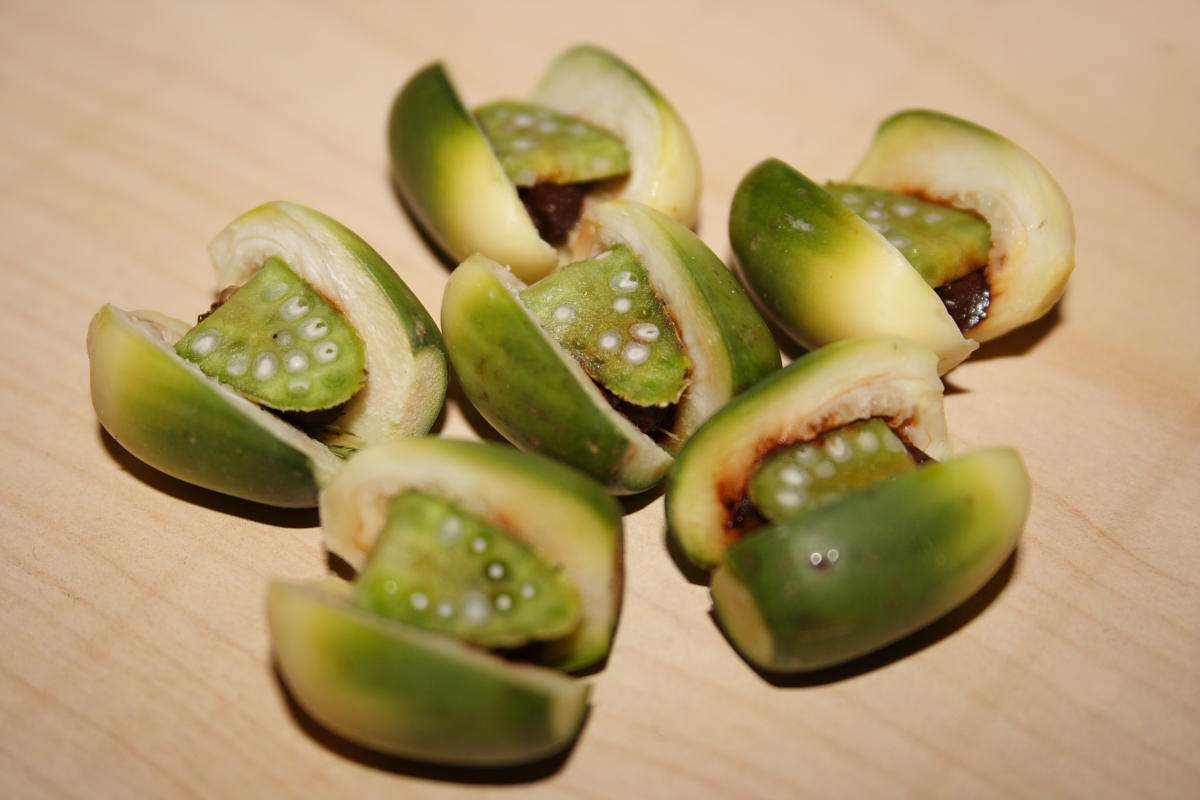
新鲜檳榔，切开的槟榔果中间夹着荖花花穗碎块，图中红色物质为红灰

台灣漢族與台灣原住民都有嚼食檳榔的歷史。檳榔在原住民社會有重要的文化和宗教意義，用在作送禮、招待客人、情人信物、宗教儀式等等，通常和荖花、荖葉、石灰一同食用。
台灣人咀嚼檳榔的風氣非常盛行，被戲稱為「台灣口香糖」，保守估計台灣嗜嚼檳榔的人口每年花費於檳榔超過千億新台幣。根據行政院農業委員會於2017年的統計資料，檳榔是台灣種植面積最大的果品，面積廣達4萬2661公頃，是排名第二的香蕉的2.5倍，佔果品總種植面積的23%，年產量達10萬2165公噸。種植檳榔對台灣的山坡地水土保持造成危害，而臺灣傳統的檳榔食用方法，如添加石灰等，也將嚼食檳榔的致癌性加強。
臺灣人食用檳榔果（俗稱菁仔，含致癌物質檳榔素及檳榔鹼）比較普遍的添加物有荖葉、荖花（雌性荖葉的花穗，含弱致癌物質黃樟素）、熟石灰及香料如兒茶素等。分有白灰檳榔（包葉檳榔）、紅灰檳榔（中間夾荖花、紅灰。紅灰為熟石灰加入甘味料、調味品、香料或中藥而成）。嚼食檳榔在臺灣常被視為低下階層的表現，與相關的文化（如檳榔西施、隨地吐檳榔汁、滿口紅檳榔汁）俱難登大雅之堂；都會區的比例亦低於鄉村、女性遠少於男性，但近年成年與青少年嚼食率均逐步降低。
2007年6月29日至7月4日，高雄市工商展覽中心舉辦「台灣檳榔文化博覽會暨檳榔西施產業學術論壇」，是台灣首次出現以檳榔為主題的文化博覽會。高雄工商展覽中心董事長林欽盛說，檳榔是「台灣綠寶石」，全台灣的檳榔產業高達兩百萬人，策展目的是找回台灣人對檳榔的記憶、重新認識檳榔，「不要再誤以為檳榔會亡國。」高雄市政府衛生局長韓明榮則反駁：「吃檳榔會致癌，已毋庸置疑。」

### 印度
古時，槟榔是佛教供奉时不可或缺的圣品。《文殊師利問經卷上》：“佛告文殊師利，有三十五大供及以可味香和檳榔楊枝浴香”。佛教高僧認為，吃檳榔可治病，唐代玄奘當年在印度那爛陀寺留學取經，可以享受瞻步罗果一百二十枚、槟榔二十颗，豆蔻二十颗，龙脑香一两，并供给大人米一升。

## 部分地区对槟榔的禁止性措施

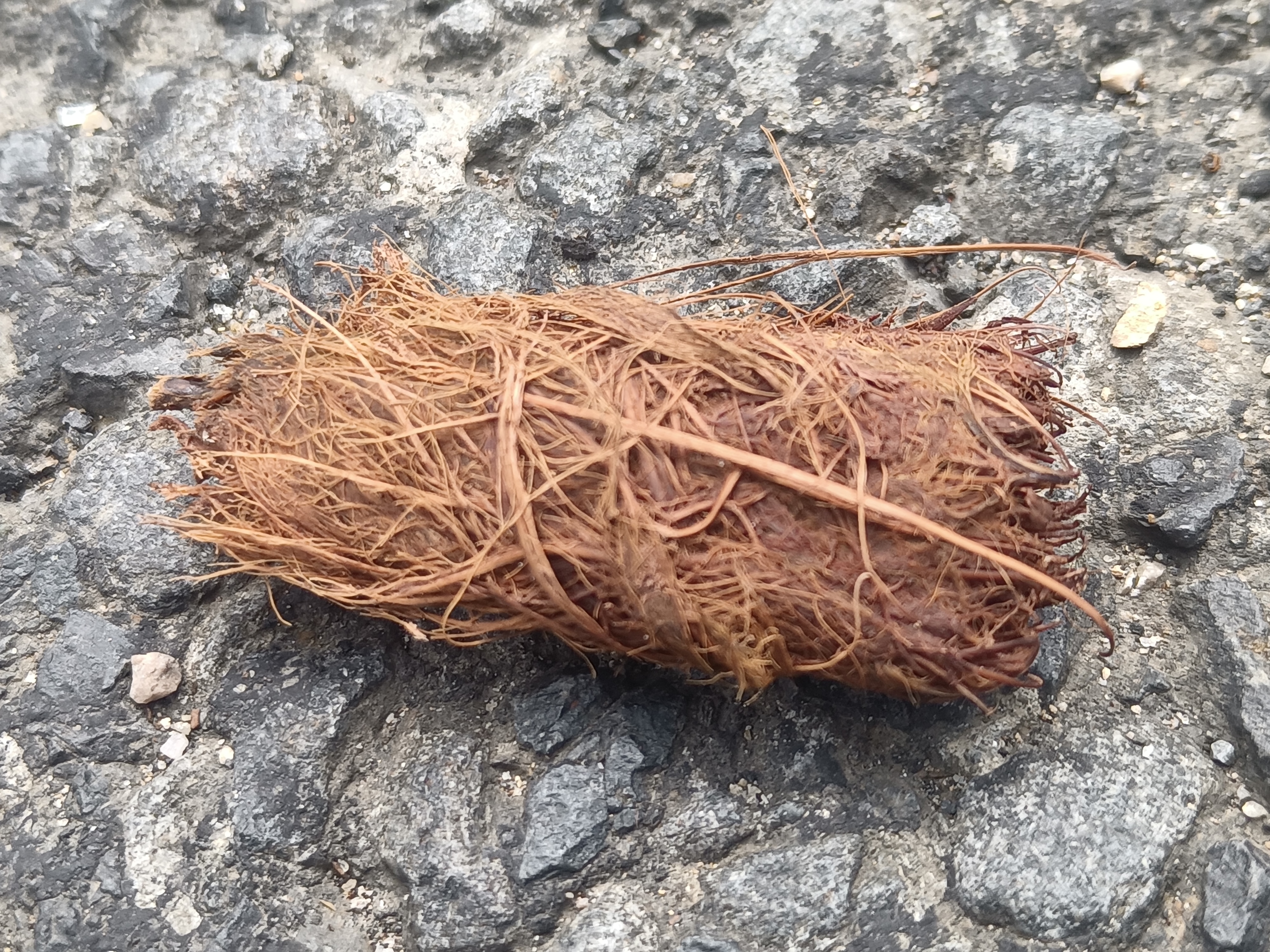
嚼碎的槟榔残渣

槟榔因其含有有害成分，因此在世界上部分地区，槟榔属禁止生产销售的商品，尤其是部分国家已将檳榔列为毒品。
1994年3月，中华人民共和国福建省厦门市政府发布《关于在本市辖区内禁止生产、销售和食用槟榔的通告》，规定任何单位和个人不得在厦门市辖区内生产、销售和食用槟榔。1996年升格为《厦门市禁止生产、销售和食用槟榔规定》。至今为止，厦门是中国大陆唯一一个立法禁止生产、销售和食用槟榔的地区。在禁令出台后的一段时间内，当地大多数年轻人不知晓槟榔。在当地外卖平台“槟榔”是敏感词汇，无法搜索。但近年来也有一些小卖店地下销售，主要集中在外地游客集中的区域。

2021年9月，中国广电总局发布《关于停止利用广播电视和网络视听节目宣传推销槟榔及其制品的通知》，要求停止利用广播电视和网络视听节目宣传推销槟榔及其制品。中国大陆多个地方的市场监管部门也下达过槟榔禁售令，例如2022年9月19日，浙江省义乌市市场监督管理局下达指令，要求食品经营者不得销售食品包装和标签标识的槟榔制品，且为永久禁止销售，不过浙江省市场监督管理局表示该省不得以食品的名义销售槟榔。而在2020年修订的《食品生产许可分类目录》里，则未将“食用槟榔”收录在内，槟榔不再作为食品管理，也不能颁发《食品生产许可证》。
2021年8月，中华人民共和国驻伊斯坦布尔总领事馆发布提醒，表示根据土耳其法律，槟榔因其中所含的槟榔碱具有致幻性而被认定为毒品，提醒中国公民不要携带槟榔入境土耳其，并表示已有多名来自中国大陆和台湾的旅客因携带槟榔被查。除土耳其外，澳大利亚当地法律规定在无授权的情况下拥有或出售槟榔碱是非法的，同时禁止将槟榔进口到澳大利亚。此外新加坡、阿联酋、加拿大等国也认定槟榔为毒品，禁止在当地市场销售。

## 外部連結
- 檳榔 Bing lang （页面存档备份，存于） 藥用植物圖像數據庫 (香港浸會大學中醫藥學院) （中文）（英文）
- 檳榔 中藥材圖像數據庫  (香港浸會大學中醫藥學院) （中文）（英文）
- 大腹皮 中藥材圖像數據庫  (香港浸會大學中醫藥學院) （中文）（英文）
- 檳榔 Bing Lang （页面存档备份，存于） 中藥標本數據庫 (香港浸會大學中醫藥學院) （繁體中文）（英文）
- 大腹皮 Da Fu Pi （页面存档备份，存于） 中藥標本數據庫 (香港浸會大學中醫藥學院) （繁體中文）（英文）

## 延伸阅读
[在维基数据编辑]
 《欽定古今圖書集成·博物彙編·草木典·檳榔部》，出自陈梦雷《古今圖書集成》
 《植物名實圖考·檳榔》，出自吳其濬《植物名實圖考》